# Paris-Centre - Universités
Paris-Centre - Universités  est une association d'universités parisiennes fondée en janvier 2006, et qui visait à constituer un pôle de recherche et d'enseignement supérieur. Le projet a été abandonné, les universités membres se structurant finalement autour de deux autres PRES, Sorbonne Paris Cité et HESAM.

## Historique
Les projets d'alliance universitaire se développent depuis le début de la décennie 2000 en France. Les universités de Panthéon-Sorbonne, Paris-Descartes et Paris-Diderot se rapprochent et fondent en janvier 2006 l'association « Paris-Centre - Universités » qui visait alors à déboucher sur la constitution d'un pôle de recherche et d'enseignement supérieur, dont la forme juridique (établissement public de coopération scientifique ou fondation de coopération scientifique) restait à définir.
L'alliance des trois universités était motivée par leur complémentarité : Panthéon-Sorbonne est spécialisée en sciences humaines, économiques et juridiques, Paris-Descartes en sciences et sciences de la vie et de la santé, Paris-Diderot en lettres, sciences et sciences de la santé, mais aussi par leur volonté de mettre en commun un certain nombre de leurs ressources d'enseignement, d'accueil des étudiants étrangers, d'insertion des diplômés ou de recherche. L'ensemble des universités « PCU » rassemble 100 000 étudiants et 8 000 enseignants-chercheurs.
Le président de Paris-Centre - Universités était Pierre-Yves Hénin, ancien président de l'université Panthéon-Sorbonne.
Le projet a été abandonné, les universités membres se structurant finalement autour de deux autres PRES, Sorbonne-Paris-Cité et Hesam.